# Recently (EP)
Recently es un EP lanzado en el año 1994 por la banda norteamericana Dave Matthews Band. El disco fue grabado en vivo el 21 de febrero de 1994 en The Birchmere, una sala de conciertos ubicada en Alexandria, Virginia, y en Trax, Charlottesville, Virginia, el 22 de febrero de 1994.
Este álbum contó además con una edición promocional que incluye una versión diferente de la canción que le da título al álbum.

## Lista de canciones
Todas las canciones fueron escritas por David J. Matthews, excepto aquellas en las que está aclarado.

### Original EP
1. "Recently" (Edit 2) – 3:53
2. "Dancing Nancies" – 5:54
3. "Warehouse" – 5:10
4. "All Along the Watchtower" (Bob Dylan) – 7:03
5. "Halloween" – 6:30

La segunda y la tercera canción son versiones acústicas interpretadas por Dave Matthews y Tim Reynolds.

### Promo EP
1. "Recently" (Radio Edit) – 3:31
2. "Ants Marching" (Radio Edit) – 4:36
3. "Tripping Billies" (Remember Two Things Radio Edit) – 4:45
4. "The Song That Jane Likes" (Radio Edit) – 3:23